# Boesman et Lena
Pour les articles homonymes, voir Boesman et Lena.
Pour plus de détails, voir Fiche technique et Distribution.
Boesman et Lena est le dernier film franco-sud-africain réalisé par John Berry, sorti en 2000.

## Fiche technique
- Titre : Boesman et Lena
- Titre original : Boesman & Lena ou Boesman and Lena
- Réalisateur et scénariste : John Berry (adaptation de la pièce éponyme d'Athol Fugard)
- Musique : Wally Badarou
- Directeur de la photographie : Alain Choquart
- Directeur artistique : Michael Berg
- Création des décors : Max Berto
- Décors de plateau : Fred Du Preez
- Costumes : Diana Cilliers
- Montage : Claudine Bouché et Jeanne Moutard
- Production : François Ivernel, Jeremy Nathan, Pierre Rissient, John Stodel et Wren T. Brown (associé)
- Sociétés de production : Primedia Productions et Pathé Image Production
- Distributeur : Pathé Distribution
- Pays :  Afrique du Sud /  France
- Lieu de tournage : Le Cap, Afrique du Sud
- Genre : drame
- Format : noir et blanc et couleur
- Durée : 90 min
- Dates de sorties : États-Unis : 3 novembre 2000 (New York) ; France, 4 avril 2001

## Distribution
- Danny Glover : Boesman
- Angela Bassett : Lena
- Willie Jonah : Le vieil homme
- Graham Weir : Le retraité
- Anton Stoltz : Le fermier

## Commentaire
Pour son dernier film (il meurt un an avant la sortie), John Berry choisit d'adapter une pièce du dramaturge sud-africain Athol Fugard, Boesman et Lena (Boesman and Lena), qu'il avait auparavant mise en scène (et coproduite) au théâtre Off-Broadway (New York) en 1970-1971, avec James Earl Jones (Boesman), Ruby Dee (Lena) et Zakes Mokae (Le vieil homme).
Cette pièce avait déjà fait l'objet d'une première adaptation au cinéma en 1976 :  Boesman et Lena (Boesman and Lena), film sud-africain de Ross Devenish (en), avec l'auteur Athol Fugard dans le rôle de Boesman.